# BAFTA (премия, 1980)
33-я церемония вручения наград премии BAFTA

Лучший фильм: 

Манхэттен 

Manhattan
< 32-я Церемонии вручения 34-я >
33-я церемония вручения наград премии BAFTA, учреждённой Британской академией кино и телевизионных искусств, за заслуги в области кинематографа за 1979 год состоялась в 1980 году.
Специальная премия Flaherty Documentary Award была вручена картине «Дерево для башмаков» режиссёра Эрманно Ольми.

## Полный список победителей и номинантов
| Победители выделены отдельным цветом. |

### Основные категории
| Категории                                               | Победитель и номинанты                                       |
| ------------------------------------------------------- | ------------------------------------------------------------ |
| Лучший фильм                                            | • «Манхэттен»                                                |
| Лучший фильм                                            | • «Апокалипсис сегодня»                                      |
| Лучший фильм                                            | • «Китайский синдром»                                        |
| Лучший фильм                                            | • «Охотник на оленей»                                        |
| Лучшая режиссёрская работа                              | • Фрэнсис Форд Коппола — «Апокалипсис сегодня»               |
| Лучшая режиссёрская работа                              | • Вуди Аллен — «Манхэттен»                                   |
| Лучшая режиссёрская работа                              | • Майкл Чимино — «Охотник на оленей»                         |
| Лучшая режиссёрская работа                              | • Джон Шлезингер — «Янки»                                    |
| Лучшая мужская роль                                     | • Джек Леммон — «Китайский синдром»                          |
| Лучшая мужская роль                                     | • Вуди Аллен — «Манхэттен»                                   |
| Лучшая мужская роль                                     | • Роберт де Ниро — «Охотник на оленей»                       |
| Лучшая мужская роль                                     | • Мартин Шин — «Апокалипсис сегодня»                         |
| Лучшая женская роль                                     | • Джейн Фонда — «Китайский синдром»                          |
| Лучшая женская роль                                     | • Дайан Китон — «Манхэттен»                                  |
| Лучшая женская роль                                     | • Мерил Стрип — «Охотник на оленей»                          |
| Лучшая женская роль                                     | • Мэгги Смит — «Калифорнийский отель»                        |
| Лучшая мужская роль второго плана                       | • Роберт Дюваль — «Апокалипсис сегодня»                      |
| Лучшая мужская роль второго плана                       | • Денхолм Эллиотт — «Святой Джек»                            |
| Лучшая мужская роль второго плана                       | • Кристофер Уокен — «Охотник на оленей»                      |
| Лучшая мужская роль второго плана                       | • Джон Хёрт — «Чужой»                                        |
| Лучшая женская роль второго плана                       | • Рейчел Робертс — «Янки»                                    |
| Лучшая женская роль второго плана                       | • Мерил Стрип — «Манхэттен»                                  |
| Лучшая женская роль второго плана                       | • Мэриел Хемингуэй — «Манхэттен»                             |
| Лучшая женская роль второго плана                       | • Лиза Айкхорн — «Европейцы»                                 |
| Самый многообещающий дебютант, исполнивший главную роль | • Деннис Кристофер — «Уходя в отрыв»                         |
| Самый многообещающий дебютант, исполнивший главную роль | • Гэри Бьюзи — «История Бадди Холли»                         |
| Самый многообещающий дебютант, исполнивший главную роль | • Сигурни Уивер — «Чужой»                                    |
| Самый многообещающий дебютант, исполнивший главную роль | • Рэй Уинстон — «Тем летом»                                  |
| Лучший сценарий                                         | • «Манхэттен» — Вуди Аллен, Маршалл Брикман                  |
| Лучший сценарий                                         | • «Китайский синдром» — Майк Грей, Т. С. Кук, Джеймс Бриджес |
| Лучший сценарий                                         | • «Охотник на оленей» — Дерик Уошберн                        |
| Лучший сценарий                                         | • «Янки» — Колин Уэлланд, Уолтер Бернстайн                   |

### Другие категории
| Категории                                                          | Победитель и номинанты                                               |
| ------------------------------------------------------------------ | -------------------------------------------------------------------- |
| Лучшая музыка к фильму                                             | • «Дни жатвы» — Эннио Морриконе                                      |
| Лучшая музыка к фильму                                             | • «Апокалипсис сегодня» — Кармайн Коппола, Фрэнсис Форд Коппола      |
| Лучшая музыка к фильму                                             | • «Чужой» — Джерри Голдсмит                                          |
| Лучшая музыка к фильму                                             | • «Янки» — Ричард Родни Беннетт                                      |
| Лучшая операторская работа                                         | • «Охотник на оленей» — Вилмош Жигмонд                               |
| Лучшая операторская работа                                         | • «Апокалипсис сегодня» — Витторио Стораро                           |
| Лучшая операторская работа                                         | • «Манхэттен» — Гордон Уиллис                                        |
| Лучшая операторская работа                                         | • «Янки» — Дик Буш                                                   |
| Лучший дизайн костюмов                                             | • «Янки» — Ширли Энн Расселл                                         |
| Лучший дизайн костюмов                                             | • «Агата» — Ширли Энн Расселл                                        |
| Лучший дизайн костюмов                                             | • «Европейцы» — Джуди Муркрофт                                       |
| Лучший дизайн костюмов                                             | • «Чужой» — Джон Молло                                               |
| Лучшая работа художника-постановщика                               | • «Чужой» — Майкл Сеймур                                             |
| Лучшая работа художника-постановщика                               | • «Апокалипсис сегодня» — Дин Тавуларис                              |
| Лучшая работа художника-постановщика                               | • «Европейцы» — Иеремия Рускони                                      |
| Лучшая работа художника-постановщика                               | • «Янки» — Брайан Моррис                                             |
| Лучший монтаж                                                      | • «Охотник на оленей» — Питер Циннер                                 |
| Лучший монтаж                                                      | • «Апокалипсис сегодня» — Ричард Маркс, Уолтер Мёрч и другие…        |
| Лучший монтаж                                                      | • «Манхэттен» — Сьюзан Морз                                          |
| Лучший монтаж                                                      | • «Чужой» — Терри Роулингс                                           |
| Лучший звук                                                        | • «Чужой» — Деррик Лэзер, Джим Шилд, Билл Роу                        |
| Лучший звук                                                        | • «Апокалипсис сегодня» — Нат Боксер, Ричард Чиринчионе, Уолтер Мёрч |
| Лучший звук                                                        | • «Манхэттен» — Джеймс Сабат, Дэн Сэйбл, Джек Хиггинс                |
| Лучший звук                                                        | • «Охотник на оленей» — Дэрин Найт, Джим Клингер, Ричард Портман     |
| Лучший короткометражный фильм                                      | • Butch Minds the Baby — Питер Уэбб                                  |
| Лучший короткометражный фильм                                      | • Dilemma — Клайв Митчелл                                            |
| Лучший короткометражный фильм                                      | • Dream Doll — Боб Годфри                                            |
| Лучший короткометражный фильм                                      | • Mr Pascal — Алисон де Вер                                          |
| Michael Balcon Award за вклад в развитие британского кинематографа | • The Children’s Film Foundation                                     |
| BAFTA Academy Fellowship Award                                     | • Дэвид Аттенборо — телеведущий, натуралист                          |
| BAFTA Academy Fellowship Award                                     | • Джон Хьюстон — кинорежиссёр, актёр, сценарист                      |